# アキラとひより
『アキラとひより』は、桐原いづみによる日本の漫画作品。スクウェア・エニックスの『ヤングガンガン』にて不定期で連載後、『増刊ヤングガンガンビッグ』Vol.01からVol.03まで連載された。

## あらすじ
楠高校放送部に所属する本橋ひよりは同じ学年の吾妻晶の取材を任されたが、人見知りの激しい晶はひよりの取材を断り逃げ出してしまう。それでもめげずに晶を追いかけたひよりは、晶の幼なじみ佐藤浩介の協力でようやく晶を取材することが出来た。その取材をきっかけに晶とひよりは友達になり、一緒に学校生活を過ごすことになる。

## 登場人物

### 1年生
本橋 ひより（もとはし-）
楠高校1年生で放送部部員。通称ひよちゃん。身長147cmと小柄なため、皆から小動物扱いされ可愛がられている。人一倍元気が良く何にでも全力投球する性格だが、その反面一方的に話をまくし立てる癖があり、高坂とみかんに注意されている。
晶の取材をしたことがきっかけとなり、晶の友達になり一緒に行動することが多くなる。
吾妻 晶（あづま あきら）
楠高校1年生。容姿端麗・スポーツ万能であり、校内一の人気者。様々な部活から勧誘されているが、人の輪に入るのが苦手なため全て断っている。
かなりの天然で人との会話が噛み合わず、また、感情表現も苦手なため子供の頃から友達がいなかった（まともに付き合ってくれたのは浩介と矢島だけだった）。
ひよりから取材を受けたことがきっかけで友達になり、徐々に他者と会話が出来るようになる。
本木 希（もとき のぞみ）
楠高校1年生。ひよりのクラスメートで水泳部部員。通称のんちゃん。常識人であり、突拍子もない行動に出るひよりや愛子によくツッコミを入れている。
沢田 愛子（さわだ あいこ）
楠高校1年生。ひよりのクラスメートで手芸部部員。通称あいちゃん。天然気味なため、発想が他の人と若干異なる。「友情」や「熱血」という言葉に弱い。
佐藤 浩介（さとう こうすけ）
楠高校1年生で生徒会役員。晶の幼なじみ。人の輪に入れない晶のことを心配しており、何かと晶のことを気に掛けている。物腰柔らかい性格だが、自分の要求を押し通す押しの強い一面もある。

### 放送部
高坂（こうさか）
楠高校3年生で放送部部長。おっとりした性格だが、狡猾な一面もある。
創（はじめ）
楠高校2年生で放送部部員。高坂が名前を読み間違えたことがきっかけで「ソウ君」と呼ばれるようになる。ひよりを子供扱いしてからかうことが多いが、部長の高坂には従順。
放送部に入部した理由は「高坂先輩のおっぱいが大きかったから」とのこと。
修也（しゅうや）
楠高校2年生で放送部部員。ひよりのことを「ひよひよ」と呼んでいる。高坂のおっぱいの話で創と意気投合し、共に放送部に入部する。
みかん
楠高校の教師で放送部顧問。通称みかんちゃん。サバサバした性格のため生徒から慕われている。青春や楽しいことが大好き。

### 生徒会
矢島 三助（やじま さんすけ）
楠高校3年生で生徒会長。晶と浩介の幼なじみで、2人からは「三兄」と呼ばれている。非常にノリが良く自由奔放に行動しているため紀子や浩介から呆れられることも多いが、締める所はきちんと締めるので先生からは信頼されている。
洞察力に優れており、無表情な晶の心情を理解したり、浩介の気持ちを言い当てたりする。
陸海 紀子（りくかい のりこ）
楠高校2年生で生徒会副会長。会長の矢島が自由奔放なため、生徒会は実質彼女が支えている。矢島のことは尊敬しているが、一方で「仕方ない人」とも思っている。

## 書誌情報
- 桐原いづみ『アキラとひより』スクウェア・エニックス〈ヤングガンガンコミックス〉、全2巻
  - 上 2011年10月25日発売 ISBN 978-4-7575-3399-8
  - 下 2011年10月25日発売 ISBN 978-4-7575-3400-1